# 基利姆利
基利姆利是土耳其的城鎮，由宗古爾達克省負責管轄，位於該國北部黑海沿岸，始建於公元前1400年，海拔高度25米，主要經濟活動是煤礦業，2010年人口24,393。